# ВПО Точмаш
Владимирское производственное объединение «Точмаш» (сокращенное наименование — АО "ВПО «Точмаш») — машиностроительный завод в городе Владимир.

## Деятельность

### Для атомной промышленности
Оборудование для хранения отработавшего ядерного топлива (Ампулы ПТ), Корпуса подвесок ТВС и запорные пробки для реакторов типа РБМК

## История
1911—1917 гг. — ткацкая фабрика купца Белова.
1925—1933 гг. — ткацкая фабрика «Пионер».
1933—1939 гг. — Владимирский грамзавод. Выпускал патефоны ПТ-3 — советскую реплику британских HMV (His Master’s Voice) и иголки к ним.
1939—1942 гг. — государственный союзный завод № 260; к 1940 г. полностью переведён на выпуск взрывателей для артснарядов, РС и авиабомб. С 1941 — в эвакуации в Перми (в то время — г. Молотов).
С 1942 г. вернулся на основную площадку в качестве Госзавода № 521; завод № 260 остался в Перми как самостоятельное предприятие, с 1946 г. называвшееся Молотовский патефонный завод, позднее в 1956 г. завод в Перми перепрофилировался на выпуск велосипедов.
С 1946 г. начал на освободившихся производственных площадях выпуск бытовых металлоизделий; с 1947 г. — часов.
1951 г. — переименован в предприятие «Почтовый ящик № 50». В кругах специалистов иногда употреблялось наименование «Шпингалет», в память о выпуске «бытовухи». Подключен к работам по атомной тематике, проведено комплексное техническое перевооружение. С 1958 г. начал выпуск газовых центрифуг для получения топливного урана. Оборудования для получения оружейных делящихся материалов не выпускал. В 1961 освоил пластиковое литьё, в 1965 начал выпуск электроприборов для легковых автомобилей.
1966 г. — формально «открыт» и переименован во Владимирский завод точного машиностроения «Точмаш». Выпуск газовых центрифуг продолжался. Было начато применение промышленных роботов и манипуляторов. 18 января 1971 г. Указом Президиума Верховного Совета СССР награждён орденом Ленина.
1977 г. — открыл филиал в г. Коврове (ныне — Ковровский приборостроительный завод); преобразован во Владимирское производственное объединение «Точмаш» (ВПО «Точмаш»). Начал выпуск бытовой радиоэлектроники. Масштабное строительство объектов социального и культурно-бытового назначения (соцкультбыта). Со второй половины 80-х — конверсия производства, сокращение оборонных заказов.
С 1998 — ФГУП ВПО «Точмаш». К 2003 гг. — валовый объём производства, с учетом индексации цен, вырос в 6,7 раза.
22 декабря 2006 г. — распоряжением Правительства РФ № 1799 ФГУП ВПО «Точмаш» передано в ведение Федерального агентства по атомной энергии.
27 апреля 2007 г. указом Президента РФ В. В.Путина «О реструктуризации Атомного энергопромышленного комплекса РФ» № 556 ФГУП ВПО «Точмаш» включено в число предприятий, подлежащих преобразованию в открытые акционерные общества, акции которых подлежат внесению в уставной капитал ОАО «Атомный энергопромышленный комплекс».
4 августа 2008 г. распоряжением Федерального агентства по управлению государственным имуществом ФГУП ВПО «Точмаш» преобразовано в ОАО ВПО «Точмаш», 100 % акций которого находятся в федеральной собственности. 31 октября 2008 г. распоряжением госкорпорации «Росатом» 100 % акций ОАО ВПО «Точмаш» переданы ОАО «Атомэнергопром».
11 ноября 2009 г. ОАО ВПО «Точмаш» вошло в состав ТК «ТВЭЛ».
2010 г. — создано 4 дочерних предприятия: ООО «Точмаш-Авто» (производство комплектующих для ведущих автоконцернов), ООО «Станкомаш» (производство станков и оборудования), ООО ИФ «Пионер» (производство инструментов, пресс-форм, штампов), ООО «Промпарксервис» (аренда площадей, ремонт и обслуживание объектов инфраструктуры предприятия).
2011 г. — создан Центр механотроники для выпуска неядерной инновационной продукции.
2012 г. — ОАО "ВПО «Точмаш» прекращает выпуск газовых центрифуг, переходит к производству комплектующих для сборки ГЦ, началась подготовка производства для выпуска оборудования для активной зоны АЭС, был организован участок по производству оборудования для хранения отработанного ядерного топлива.
2013 г. - Начало серийного производства корпусов подвесок и запорных пробок для реакторов типа РБМК
2014 г. — ОАО "ВПО «Точмаш» прекращает выпуск комплектующих для сборки газовых центрифуг.
2017 г. - мебельная фабрика "Солвис" (ГК "Аскона") открыла производство корпусной мебели на территории завода "Точмаш".
2017 г. -  передача управления ДЗО ООО «Станкомаш» - производство станков и уникального нестандартного оборудования в АО "ЧМЗ" г. Глазов (Удмуртия)
2018г. - перевод механического производства во вновь организованный на арендуемых площадях ПАО "КМЗ" филиал.
В 2017 году работники предприятия написали петицию, обращенную к руководству Владимирской области, с просьбой не допустить вывод с завода спецпроизводства в Ковров и предотвратить сокращение персонала завода во Владимире.

## Современное состояние
По оценкам некоторых аналитиков[каких?], конкурентоспособно, развивается и расширяет сферу деятельности.
Система менеджмента качества сертифицирована по ГОСТ Р ИСО 9001-2008, СРПП ВТ, ГОСТ РВ 15.002-2003.
Один из крупнейших налогоплательщиков и работодателей Владимирской области, участвует в экономическом и социальном развитии региона.

## Санкции
12 апреля 2023 года, на фоне вторжения России на Украину, ВПО Точмаш включён в санкционный список США «организаций, связанных с российской Государственной корпорацией по атомной энергии» в рамках мер «против России и тех, кто поддерживает ее войну в Украине». Ранее, 5 февраля 2023 года, ВПО Точмаш был включён в санкционный список Украины. 22 сентября 2023 года Точмаш попал в санкционный список Канады против организаций ядерного сектора России. 18 декабря 2023 года Точмаш включён в санкционный список всех стран Евросоюза так как «предприятие поставляет компоненты специального назначения и производит боеприпасы используемые в Вооруженных Cилах РФ».